# Рама VII
Пхра Бат Сомдет Пхра Пораментхарамаха Прачадхипок Пхра Пок Клао Чаоюхуа (на тайски: พระบาทสมเด็จพระปรมินทรมหาประชาธิปกฯ พระปกเกล้าเจ้าอยู่หัว, Phra Bat Somdet Phra Poramintharamaha Prajadhipok Phra Pok Klao Chao Yu Hua, 8 ноември 1893–30 май 1941), е крал на Сиам (1925-1935) под името Рама VII.
Той е седмият сиамски крал от династията Чакри, последният абсолютен и първият конституционен монарх на страната. Управлението на Рама VII е изключително динамичен период в историята на Сиам поради големите социално-политически промени в страната след революцията от 1932 г. Крал Рама VII остава в историята и като първият монарх на Сиам, който абдикира доброволно от престола.
Рама VII е роден в Банкок на 8 ноември 1893 като принц Сомдет Джаофра Прачадхипок Сакдитет (На тайски: на тайски: สมเด็จเจ้าฟ้าประชาธิปกศักดิเดชน์, Произношение: [sŏmdèt-ʤâofáː pʰrà-ʧaː tí-pʰòk sàk-dì-dèt ]). Той е най-малкият син на крал Рама V и на кралица Саовабха. Всъщност принц Прачадхипок е 76-о от общо 77-те деца, които крал Рама V има от различните си съпруги. Освен това той е 33-тият и най-малък син на крал Рама V.
Тъй като не се очаквало един ден той да наследи престола на Сиам, принц Прачадхипок избира военното поприще. Като повечето кралски синове и той е изпратен да учи в чужбина – през 1914 г. завършва военна академия във Великобритания и постъпва в кралската кавалерийска артилерия, а след Първата световна война учи и във военната академия в Сен-Сир, Франция.
Прачадхипок наследява престола на Сиам след смъртта на брат си Рама VI през 1925 г. Управлението на Рама VII се отличава с преминването на ключови правителствени и военни постове в ръцете на принцове от кралското семейство и връщане на властта в ръцете на аристокрацията. Известен с либералните си възгледи, през по-голямата част от управлението си Рам VII се намира под силното влияние на консерватвните си министри и съветници.
На 24 юни 1932 г. група военни и цивилни лица извършват почти безкръвен преврат в Банкок и поставят началото на т.нар. Народна партия. Под нейния натиск, но не и против желанието си, Рама VII подписва първата Конституция на Сиам, обнародвана на 10 декември 1932 г. Отношенията между монарха и новия режим, начело с Народната партия, бързо се изострят и на 2 март 1935 г. крал Рама VII абдикира доброволно от престола в полза на племенника си Ананда Махидол, който се възцарява като крал Рама VIII.
След абдикацията си Рама VIII прекарва остатъка от живота си във Великобритания, където умира от сърдечен удар на 30 май 1941 г.